# Liste der Gewinner der Bergwertungen bei großen Landesrundfahrten im Radsport

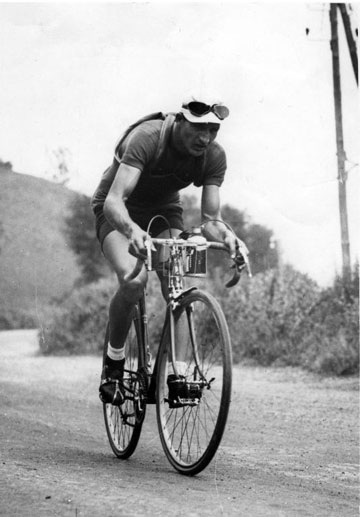
Der König der Berge: Der Italiener Gino Bartali gewann zwischen 1935 und 1948 insgesamt neun Bergwertungen und hält damit gemeinsam mit Federico Bahamontes den Bestwert.

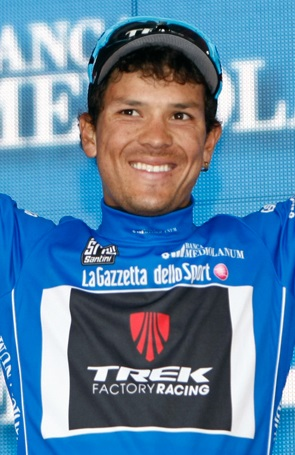
Julián Arredondo im maglia azzurra des Giro d’Italia 2014

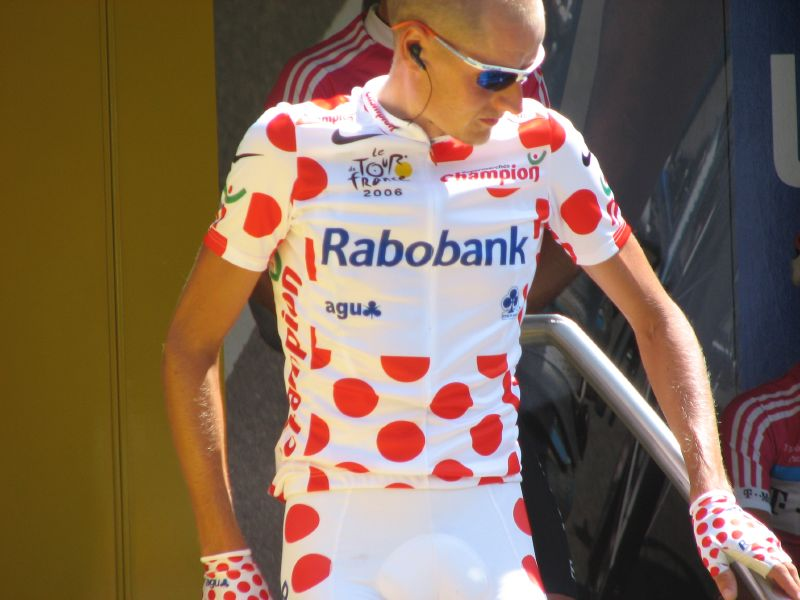
Michael Rasmussen im maillot blanc à pois rouges der Tour de France 2006

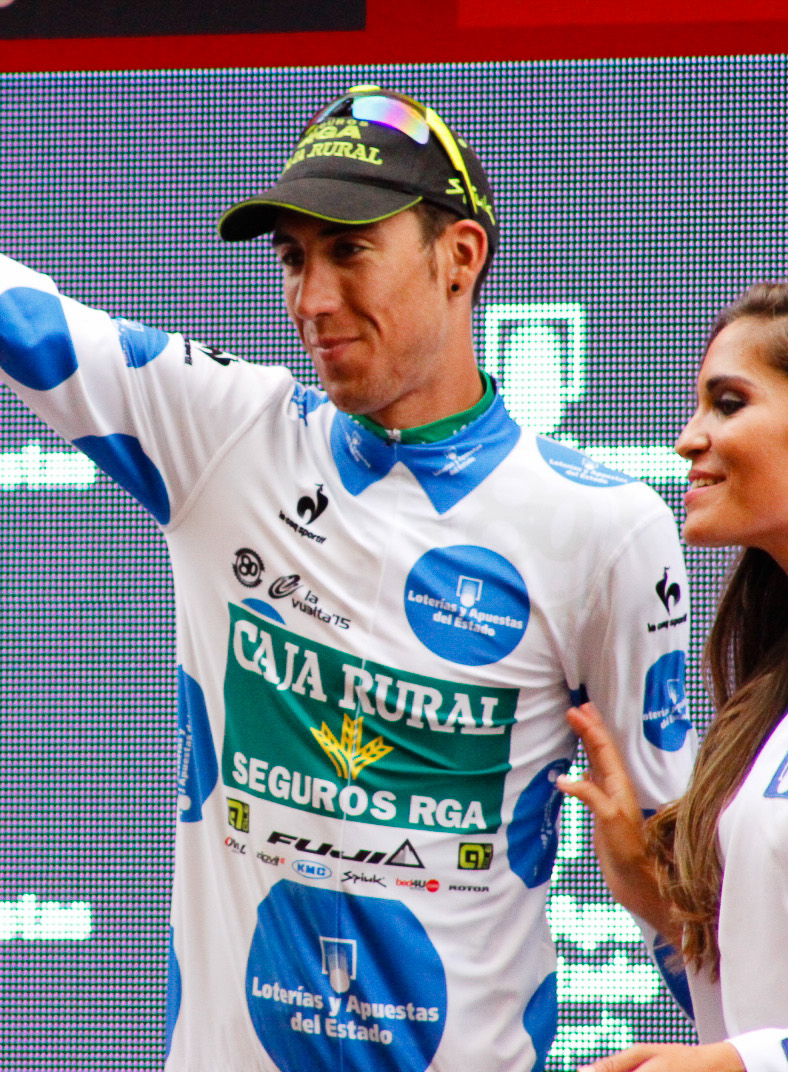
Omar Fraile im maillot lunares der Vuelta a España 2015

Die Liste der Gewinner der Bergwertungen bei großen Landesrundfahrten im Radsport listet alle Sieger der Bergwertungen der drei großen Landesrundfahrten, auch „Grand Tours“ genannt, im Straßenradsport – Giro d’Italia, Tour de France und Vuelta a España – auf. In weiteren Listen sind die einzelnen Fahrer und Nationen nach der Zahl ihrer Siege, sowohl insgesamt als auch bei jeder einzelnen Rundfahrt, sortiert. Darüber hinaus werden die Fahrer gesondert dargestellt, denen es gelang, die entsprechende Wertung bei mehr als einer Rundfahrt im Jahr zu gewinnen.
Die drei großen Landesrundfahrten sind die einzigen Rennen im Radsport-Rennkalender, die über mehr als 14 Tage ausgetragen werden und werden daher auch die dreiwöchigen Rundfahrten genannt. In den Anfangsjahren wurden sie teilweise über einen kürzeren Zeitraum ausgetragen. Die Reihung der Rundfahrten in der Tabelle – Giro d’Italia, Tour de France und Vuelta a España – entspricht der heutigen Reihenfolge. Bis einschließlich 1994 war die Vuelta a España die erste der drei Rundfahrten im Jahresverlauf; erst seit 1995 wird sie im September als letztes der Rennen veranstaltet. Die farbliche Hinterlegung der Fahrernamen orientiert sich an den der aktuellen Farbgebung der Wertungstrikots der einzelnen Rundfahrten – dem maglia azzurra („Azurblaues Trikot“) beim Giro d’Italia, dem maillot blanc à pois rouges („Weißes Trikot mit roten Punkten“) bei der Tour de France und dem maillot lunares („[Blau-]Gepunktetes Trikot“) bei der Vuelta a España. Bergwertungen wurden beim Giro d’Italia und der Tour de France erst einige Zeit nach deren Entstehung eingeführt – bei der jüngeren Vuelta a España mit der ersten Austragung – und es dauerte anschließend nochmals einige Jahrzehnte, bis die Führenden dieser Wertung mit einem speziellen Trikot gekennzeichnet wurden. So zeichnete man den besten Kletterer der Tour de France bei Einführung der Bergwertung 1933 noch mit dem „Grand Prix de la Montagne“ aus; erst 42 Jahre später wurde 1975 das mittlerweile berühmte rotgepunktete Trikot erstmals verwendet. Speziell bei der Vuelta a España wechselten die Farben des Trikots in seiner Geschichte bereits mehrfach. Zur übersichtlicheren Darstellung werden jedoch alle Sieger einheitlich hinterlegt.
Bislang (Stand: 6. Juli 2016) konnten sich insgesamt 118 unterschiedliche Fahrer mindestens eine Berg-Gesamtwertung sichern, davon waren 37 gleich mehrfach erfolgreich. Rekordgewinner mit insgesamt neun Titeln sind der Italiener Gino Bartali, der mit sieben Wertungen auch der beste Kletterer des Giro d’Italia ist, sowie der Spanier Federico Bahamontes. Mit ebenfalls sieben Erfolgen hält der Franzose Richard Virenque die Bestmarke der Tour de France, während der Spanier José Luis Laguía mit seinen fünf Bergwertungen die Rangliste der Vuelta a España anführt. Sein in den 1960er Jahren aktiver Landsmann Julio Jiménez ist der einzige Fahrer, dem es gelang, in den Bergwertungen zweier Grand Tours jeweils mehr als zweimal zu siegen. Die mit Abstand erfolgreichste Nation in Bezug auf gewonnene Bergwertungen bei den großen Landesrundfahrten ist Spanien mit insgesamt 80 Erfolgen.
Federico Bahamontes und dem Kolumbianer Luis Herrera gelang es als bisher einzigen Fahrern, die Bergwertungen aller drei großen Landesrundfahrten zu gewinnen – es konnte allerdings noch keiner alle drei binnen eines Kalenderjahres auf sich vereinen. Zehn Fahrer erkämpften sie sich zwei Mal in einer Saison. Zuletzt gelang dies dem Schweizer Tony Rominger 1993, als er sowohl bei der Tour de France als auch bei der Vuelta a España der Beste in den Bergen war. Der Spanier Andrés Oliva sicherte sicherte sich als bislang Einziger in zwei Jahren je zwei Bergwertungen.

## Rundfahrten
Vor 1933 wurden keine Bergwertungen ausgetragen. Soweit für die Jahre nach 1933 kein Sieger vermerkt ist, wurde das Rennen nicht ausgetragen.
| Jahr | Giro d’Italia                      | Tour de France                     | Vuelta a España                         |
| ---- | ---------------------------------- | ---------------------------------- | --------------------------------------- |
| 1933 | Alfredo Binda                      | Vicente Trueba                     | keine Rundfahrt                         |
| 1934 | Remo Bertoni                       | René Vietto                        | keine Rundfahrt                         |
| 1935 | Gino Bartali                       | Félicien Vervaecke                 | Edoardo Molinar                         |
| 1936 | Gino Bartali                       | Julián Berrendero                  | Salvador Molina                         |
| 1937 | Gino Bartali                       | Félicien Vervaecke                 | keine Rundfahrt, Spanischer Bürgerkrieg |
| 1938 | Giovanni Valetti                   | Gino Bartali                       | keine Rundfahrt, Spanischer Bürgerkrieg |
| 1939 | Gino Bartali                       | Sylvère Maes                       | keine Rundfahrt, Spanischer Bürgerkrieg |
| 1940 | Gino Bartali                       | keine Rundfahrt, Zweiter Weltkrieg | keine Rundfahrt, Spanischer Bürgerkrieg |
| 1941 | keine Rundfahrt, Zweiter Weltkrieg | keine Rundfahrt, Zweiter Weltkrieg | Fermín Trueba                           |
| 1942 | keine Rundfahrt, Zweiter Weltkrieg | keine Rundfahrt, Zweiter Weltkrieg | Julián Berrendero                       |
| 1943 | keine Rundfahrt, Zweiter Weltkrieg | keine Rundfahrt, Zweiter Weltkrieg | keine Rundfahrt, Zweiter Weltkrieg      |
| 1944 | keine Rundfahrt, Zweiter Weltkrieg | keine Rundfahrt, Zweiter Weltkrieg | keine Rundfahrt, Zweiter Weltkrieg      |
| 1945 | keine Rundfahrt, Zweiter Weltkrieg | keine Rundfahrt, Zweiter Weltkrieg | Julián Berrendero                       |
| 1946 | Gino Bartali                       | keine Rundfahrt, Zweiter Weltkrieg | Emilio Rodríguez                        |
| 1947 | Gino Bartali                       | Pierre Brambilla                   | Emilio Rodríguez                        |
| 1948 | Fausto Coppi                       | Gino Bartali                       | Bernardo Ruiz                           |
| 1949 | Fausto Coppi                       | Fausto Coppi                       | keine Rundfahrt                         |
| 1950 | Hugo Koblet                        | Louison Bobet                      | Emilio Rodríguez                        |
| 1951 | Louison Bobet                      | Raphaël Géminiani                  | keine Rundfahrt                         |
| 1952 | Raphaël Géminiani                  | Fausto Coppi                       | keine Rundfahrt                         |
| 1953 | Pasquale Fornara                   | Jesús Lorono                       | keine Rundfahrt                         |
| 1954 | Fausto Coppi                       | Federico Bahamontes                | keine Rundfahrt                         |
| 1955 | Gastone Nencini                    | Charly Gaul                        | Giuseppe Buratti                        |
| 1956 | Charly Gaul                        | Charly Gaul                        | Nino Defilippis                         |
| 1956 | Federico Bahamontes                | Charly Gaul                        | Nino Defilippis                         |
| 1957 | Raphaël Géminiani                  | Gastone Nencini                    | Federico Bahamontes                     |
| 1958 | Jean Brankart                      | Federico Bahamontes                | Federico Bahamontes                     |
| 1959 | Charly Gaul                        | Federico Bahamontes                | Antonio Suárez                          |
| 1960 | Rik Van Looy                       | Imerio Massignan                   | Antonio Karmany                         |
| 1961 | Vito Taccone                       | Imerio Massignan                   | Antonio Karmany                         |
| 1962 | Angelino Soler                     | Federico Bahamontes                | Antonio Karmany                         |
| 1963 | Vito Taccone                       | Federico Bahamontes                | Julio Jiménez                           |
| 1964 | Franco Bitossi                     | Federico Bahamontes                | Julio Jiménez                           |
| 1965 | Franco Bitossi                     | Julio Jiménez                      | Julio Jiménez                           |
| 1966 | Franco Bitossi                     | Julio Jiménez                      | Gregorio San Miguel                     |
| 1967 | Aurelio González Puente            | Julio Jiménez                      | Mariano Díaz                            |
| 1968 | Eddy Merckx                        | Aurelio González Puente            | Francisco Gabica                        |
| 1969 | Claudio Michelotto                 | Eddy Merckx                        | Luis Ocaña Pernía                       |
| 1970 | Martin Van Den Bossche             | Eddy Merckx                        | Agustín Tamames                         |
| 1971 | José Manuel Fuente                 | Lucien Van Impe                    | Joop Zoetemelk                          |
| 1972 | José Manuel Fuente                 | Lucien Van Impe                    | José Manuel Fuente                      |
| 1973 | José Manuel Fuente                 | Pedro Torres                       | José Luis Abilleira                     |
| 1974 | José Manuel Fuente                 | Domingo Perurena                   | José Luis Abilleira                     |
| 1975 | Andrés Oliva                       | Lucien Van Impe                    | Andrés Oliva                            |
| 1975 | Francisco Galdós                   | Lucien Van Impe                    | Andrés Oliva                            |
| 1976 | Andrés Oliva                       | Giancarlo Bellini                  | Andrés Oliva                            |
| 1977 | Faustino Fernández Ovies           | Lucien Van Impe                    | Pedro Torres                            |
| 1978 | Ueli Sutter                        | Mariano Martínez                   | Andrés Oliva                            |
| 1979 | Claudio Bortolotto                 | Giovanni Battaglin                 | Felipe Yáñez                            |
| 1980 | Claudio Bortolotto                 | Raymond Martin                     | Juan Fernández Martín                   |
| 1981 | Claudio Bortolotto                 | Lucien Van Impe                    | José Luis Laguía                        |
| 1982 | Lucien Van Impe                    | Bernard Vallet                     | José Luis Laguía                        |
| 1983 | Lucien Van Impe                    | Lucien Van Impe                    | José Luis Laguía                        |
| 1984 | Laurent Fignon                     | Robert Millar                      | Felipe Yáñez                            |
| 1985 | José Luis Navarro                  | Luis Herrera                       | José Luis Laguía                        |
| 1986 | Pedro Muñoz                        | Bernard Hinault                    | José Luis Laguía                        |
| 1987 | Robert Millar                      | Luis Herrera                       | Luis Herrera                            |
| 1988 | Andrew Hampsten                    | Steven Rooks                       | Álvaro Pino                             |
| 1989 | Luis Herrera                       | Gert-Jan Theunisse                 | Óscar Vargas                            |
| 1990 | Claudio Chiappucci                 | Thierry Claveyrolat                | José Martín Farfán                      |
| 1991 | Iñaki Gastón                       | Claudio Chiappucci                 | Luis Herrera                            |
| 1992 | Claudio Chiappucci                 | Claudio Chiappucci                 | Carlos Hernández Bailo                  |
| 1993 | Claudio Chiappucci                 | Tony Rominger                      | Tony Rominger                           |
| 1994 | Pascal Richard                     | Richard Virenque                   | Luc Leblanc                             |
| 1995 | Mariano Piccoli                    | Richard Virenque                   | Laurent Jalabert                        |
| 1996 | Mariano Piccoli                    | Richard Virenque                   | Tony Rominger                           |
| 1997 | José Jaime González                | Richard Virenque                   | José María Jiménez                      |
| 1998 | Marco Pantani                      | Christophe Rinero                  | José María Jiménez                      |
| 1999 | José Jaime González                | Richard Virenque                   | José María Jiménez                      |
| 2000 | Francesco Casagrande               | Santiago Botero                    | Carlos Sastre                           |
| 2001 | Fredy González                     | Laurent Jalabert                   | José María Jiménez                      |
| 2002 | Julio Pérez Cuapio                 | Laurent Jalabert                   | Aitor Osa                               |
| 2003 | Fredy González                     | Richard Virenque                   | Félix Cárdenas                          |
| 2004 | Fabian Wegmann                     | Richard Virenque                   | Félix Cárdenas                          |
| 2005 | José Rujano                        | Michael Rasmussen                  | Joaquim Rodríguez                       |
| 2006 | Juan Manuel Gárate                 | Michael Rasmussen                  | Egoi Martínez                           |
| 2007 | Leonardo Piepoli                   | Mauricio Soler                     | Denis Menschow                          |
| 2008 | Emanuele Sella                     | – 1                                | David Moncoutié                         |
| 2009 | Stefano Garzelli                   | – 2                                | David Moncoutié                         |
| 2010 | Matthew Lloyd                      | Anthony Charteau                   | David Moncoutié                         |
| 2011 | Stefano Garzelli                   | Samuel Sánchez                     | David Moncoutié                         |
| 2012 | Matteo Rabottini                   | Thomas Voeckler                    | Simon Clarke                            |
| 2013 | Stefano Pirazzi                    | Nairo Quintana                     | Nicolas Edet                            |
| 2014 | Julián Arredondo                   | Rafał Majka                        | Luis León Sánchez                       |
| 2015 | Giovanni Visconti                  | Chris Froome                       | Omar Fraile                             |
| 2016 | Mikel Nieve                        | Rafał Majka                        | Omar Fraile                             |
| 2017 | Mikel Landa                        | Warren Barguil                     | Davide Villella                         |
| 2018 | Chris Froome                       | Julian Alaphilippe                 | Thomas De Gendt                         |
| 2019 | Giulio Ciccone                     | Romain Bardet                      | Geoffrey Bouchard                       |
| 2020 | Ruben Guerreiro                    | Tadej Pogačar                      | Guillaume Martin                        |
| 2021 | Geoffrey Bouchard                  | Tadej Pogačar                      | Michael Storer                          |
| 2022 | Koen Bouwman                       | Jonas Vingegaard                   | Richard Carapaz                         |
| 2023 | Thibaut Pinot                      | Giulio Ciccone                     | Remco Evenepoel                         |
| 2024 | Tadej Pogačar                      | Richard Carapaz                    | Jay Vine                                |
| 2025 | Lorenzo Fortunato                  | Tadej Pogačar                      |                                         |

## Fahrer nach Anzahl der errungenen Bergwertungen
Fahrer: Gibt den Namen des Fahrers an.

Von: Gibt das Jahr an, in dem der Fahrer erstmals die Bergwertung einer großen Landesrundfahrt gewinnen konnte.

Bis: Gibt das Jahr an, in dem der Fahrer letztmals die Bergwertung einer großen Landesrundfahrt gewinnen konnte.

Gesamt: Gibt die Anzahl der gewonnenen Bergwertungen bei den großen Landesrundfahrten an. Nach diesem Wert richtet sich die Platzierung in der Tabelle.

Giro d’Italia: Gibt die Anzahl der gewonnenen Bergwertungen beim Giro d’Italia an.

Tour de France: Gibt die Anzahl der gewonnenen Bergwertungen bei der Tour de France an.

Vuelta a España: Gibt die Anzahl der gewonnenen Bergwertungen bei der Vuelta a España an.
Anmerkung: Der Übersichtlichkeit halber werden hier nur Fahrer gelistet, die mindestens drei Bergwertungen gewonnen haben.
|     | Fahrer              | Von  | Bis  | Gesamt | Giro d’Italia | Tour de France | Vuelta a España |
| --- | ------------------- | ---- | ---- | ------ | ------------- | -------------- | --------------- |
| 1.  | Gino Bartali        | 1935 | 1948 | 9      | 7             | 2              | –               |
| 1.  | Federico Bahamontes | 1954 | 1964 | 9      | 1             | 6              | 2               |
| 3.  | Lucien Van Impe     | 1971 | 1983 | 8      | 2             | 6              | –               |
| 4.  | Richard Virenque    | 1994 | 2004 | 7      | –             | 7              | –               |
| 5.  | Julio Jiménez       | 1963 | 1967 | 6      | –             | 3              | 3               |
| 6.  | Fausto Coppi        | 1949 | 1954 | 5      | 3             | 2              | –               |
| 6.  | José Manuel Fuente  | 1971 | 1974 | 5      | 4             | –              | 1               |
| 6.  | José Luis Laguía    | 1981 | 1986 | 5      | –             | –              | 5               |
| 6.  | Claudio Chiappucci  | 1990 | 1993 | 5      | 3             | 2              | –               |
| 6.  | Luis Herrera        | 1985 | 1987 | 5      | 1             | 2              | 2               |
| 6.  | Andrés Oliva        | 1975 | 1978 | 5      | 2             | –              | 3               |
| 12. | José María Jiménez  | 1997 | 2001 | 4      | –             | –              | 4               |
| 12. | David Moncoutié     | 2008 | 2011 | 4      | –             | –              | 4               |
| 12. | Charly Gaul         | 1955 | 1959 | 4      | 2             | 2              | –               |
| 12. | Tadej Pogačar       | 2020 | 2025 | 3      | 1             | 3              | -               |
| 16. | Eddy Merckx         | 1968 | 1970 | 3      | 1             | 2              | –               |
| 16. | Franco Bitossi      | 1964 | 1966 | 3      | 3             | –              | –               |
| 16. | Claudio Bortolotto  | 1979 | 1981 | 3      | 3             | –              | –               |
| 16. | Laurent Jalabert    | 1995 | 2002 | 3      | –             | 2              | 1               |
| 16. | Emilio Rodríguez    | 1946 | 1950 | 3      | –             | –              | 3               |
| 16. | Antonio Karmany     | 1960 | 1962 | 3      | –             | –              | 3               |

## Nationenwertung
Nation: Gibt die Nation an.

Gesamt: Gibt die Anzahl der gewonnenen Bergwertungen bei den großen Landesrundfahrten an. Nach diesem Wert richtet sich die Platzierung in der Tabelle.

Giro d’Italia: Gibt die Anzahl der gewonnenen Bergwertungen beim Giro d’Italia an.

Tour de France: Gibt die Anzahl der gewonnenen Bergwertungen bei der Tour de France an.

Vuelta a España: Gibt die Anzahl der gewonnenen Bergwertungen bei der Vuelta a España an.
Stand: Nach dem Giro 2025
|     | Nation                 | Gesamt | Giro d’Italia | Tour de France | Vuelta a España |
| --- | ---------------------- | ------ | ------------- | -------------- | --------------- |
| 1.  | Spanien                | 80     | 16            | 16             | 48              |
| 2.  | Italien                | 55     | 39            | 12             | 4               |
| 3.  | Frankreich             | 37     | 6             | 22             | 9               |
| 4.  | Belgien                | 18     | 6             | 11             | 1               |
| 5.  | Kolumbien              | 17     | 6             | 5              | 6               |
| 6.  | Schweiz                | 6      | 3             | 1              | 2               |
| 7.  | Luxemburg              | 4      | 2             | 2              | –               |
| 7.  | Vereinigtes Königreich | 4      | 2             | 2              | –               |
| 7.  | Niederlande            | 4      | 1             | 2              | 1               |
| 7.  | Australien             | 4      | 1             | –              | 3               |
| 11. | Dänemark               | 3      | –             | 3              | –               |
| 11. | Slowenien              | 3      | 1             | 2              | –               |
| 13. | Polen                  | 2      | –             | 2              | –               |
| 13. | Ecuador                | 1      | –             | 1              | 1               |
| 15. | Deutschland            | 1      | 1             | –              | –               |
| 15. | Mexiko                 | 1      | 1             | –              | –               |
| 15. | Portugal               | 1      | 1             | –              | –               |
| 15. | Russland               | 1      | –             | –              | 1               |
| 15. | Venezuela              | 1      | 1             | –              | –               |
| 15. | Vereinigte Staaten     | 1      | 1             | –              | –               |

## Sieger mehrerer Bergwertungen in einem Kalenderjahr
Jahr: Gibt das Jahr an, in dem der Fahrer mehrere Bergwertungen gewinnen konnte.

Fahrer: Gibt den Namen des Fahrers an.

Rundfahrten: Gibt die Namen der Rundfahrten an, deren Bergwertungen der Fahrer im betreffenden Jahr gewinnen konnte. Die Reihenfolge richtet sich nach der aktuellen Austragungsreihenfolge.
| Jahr | Fahrer              | Rundfahrten   | Rundfahrten    | Rundfahrten     |
| ---- | ------------------- | ------------- | -------------- | --------------- |
| 1949 | Fausto Coppi        | Giro d’Italia | Tour de France |                 |
| 1956 | Charly Gaul         | Giro d’Italia | Tour de France |                 |
| 1958 | Federico Bahamontes |               | Tour de France | Vuelta a España |
| 1965 | Julio Jiménez       |               | Tour de France | Vuelta a España |
| 1972 | José Manuel Fuente  | Giro d’Italia |                | Vuelta a España |
| 1975 | Andrés Oliva        | Giro d’Italia |                | Vuelta a España |
| 1976 | Andrés Oliva        | Giro d’Italia |                | Vuelta a España |
| 1983 | Lucien Van Impe     | Giro d’Italia | Tour de France |                 |
| 1987 | Luis Herrera        |               | Tour de France | Vuelta a España |
| 1992 | Claudio Chiappucci  | Giro d’Italia | Tour de France |                 |
| 1993 | Tony Rominger       |               | Tour de France | Vuelta a España |